# Funderingsdepot

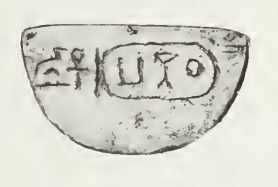
Een funderingsdepotplaquette met het cartouche van Bakenranef (725–720 v.Chr.).

Een funderingsdepot is een depot dat onder meer in Mesopotamië en het Oude Egypte geplaatst werd onder de fundering van een tempel of soms ook beelden van koningen. Deze depots werden waarschijnlijk geplaatst om zeker te maken dat de goden en toekomstige generaties bekend zouden zijn met de bouwer van de tempel en de datum van voltooiing. In Egypte was dit een onderdeel van de funderingsrituelen voorafgaande aan de bouw waarbij voorwerpen werden geplaatst in een kuil, vergelijkbaar met de huidige eerste steen en tijdcapsules.